# 100万円クイズハンター
『100万円クイズハンター』（ひゃくまんえんクイズハンター）は、1981年9月28日から1993年10月1日までテレビ朝日で平日朝に放送されていたクイズ番組である。泉放送制作との共同制作。

## 概要
俳優の柳生博が司会を務めたクイズ番組で、謳い文句は「生活の句読点」。仕事や家事の合間の休憩時に見てもらうべく「お茶でも飲みながらお楽しみください」と言って番組を始めていた。最終コーナーでの柳生による「ハンターチャンス!!」の掛け声が恒例だった。正月には1時間スペシャルが放送されていた。芸能人・文化人等がゲストだったこともある。
放送時間は、1985年9月までは9:30 - 10:00 (JST) だったが、同年10月以降は10:00 - 10:30に放送。ネット局については番組ネット局を参照。

## ルール
- 4チームが右から1枠■赤、2枠■緑、3枠■黄色、4枠■青の解答席（ボックス）に座って対戦する。放送開始当初は解答者は1つのボックスに1人ずつで、ペア戦は特別大会のみだった。1992年3月以降は毎日ペア戦になった。
- 本番組のクイズ形式は前半と後半で分かれている。どちらもハンマーを使っての早押しで、読み上げられる問題に対して、解答者は答えがわかったら解答席にある早押しボタン代わりのマットをハンマーで叩く。問題の途中でも解答が可能で、原則として1問につき解答は2人までであり、1人目が不正解だった際は、柳生が「(問題の)続きをどうぞ」と言ったあとに、問題の続きが読まれる（また、柳生が「(問題を)もう一度最初から読んでみて」と言って、最初からもう一度読まれる場合もある）。シンキングタイムは約4秒で、カウント音（電子音）が4回流れる。
  - 問題をほんの少し読んだだけで1人目が押したときには柳生が「○○さん、推理してみよう」と言うこともあった。
- 正解が出なかった場合は柳生が「正解は」、「（問題の）続きと正解は」と言い、出題ナレーターが正解を言う。時には柳生が「これはみなさん誤解しているようなので問題を最初から読んで、そして答えも」と言ったこともある。
- 不正解になった解答者には、解答席右上にある"×"マークが付く。前半で2回付くと1回休み、後半では失格となる。このときは解答席に差し込んであるハンマーをはずして横置きにする。

### 前半戦・ジャンル選択クイズ
- 前半はジャンル選択クイズ。スライド式表示になっている20台のモニターに20枚のジャンルの書かれたパネルがあり、1枚を選ぶ。初期の頃は16枚だった。選ばれると2音のチャイムと共に4隅のランプが付き、その後ジャンルにまつわる問題が出される。正解すると、スライドパネルが3音の効果音と共に獲得賞品表示に変わり、その周りには獲得した席の色の電飾が付く。そして賞品とその賞品の金額を得点として獲得できる。金額は最低でも2万円前後、最高は20万円前後と多種多様である。ペア戦になってからは40万円前後の賞品も用意されるなど、賞品の金額も高めになっていた。なお、初期の頃は最高金額が15万円前後だった。全てのジャンルの問題が終了するまで続けられる。ジャンルの背景色は、通常は緑色。親子大会の場合は親は緑色で下半分、子供は朱色寄りの赤色で上半分に表示され、途中でBGMが鳴るとともに子供から親へ解答権が移動する（この際「ハンマーチェンジ」とテロップで表示され、専用のアタック音が鳴る）。
- ジャンルの選択は、最初は柳生が選ぶ。2問目以降は基本的に前の問題の正解者が選ぶ。なかなか正解を出せない解答者がいた場合には、柳生の裁量で前の問題の正解者ではなく不調の解答者にジャンルを選ばせることもあった。前の問題で正解者がいなければ柳生が解答者を指名して選択させる。また、20枚のどこかに「ゴールデンハンマー」が隠されており、通常、最も金額の安い賞品に付随している。この問題に正解した場合、ゴールデンハンマーのイラストと共にファンファーレが流れ、後半のハンターチャンスでゴールデンハンマーを持つ解答者のみが解答できる問題の解答権が得られる。ゴールデンハンマーが隠されている問題の正解者が出なかった場合は、ゴールデンハンマーの獲得者はなし。
- 正解者が出なかった問題があった場合は周りの電飾は付かず、その賞品は「マル得賞品」として視聴者プレゼントに回される。開始初期は表示されていなかったが、中期頃から画面右上に「マル得（○の中に得の文字が入る）」のテロップが表示されるようになった[注釈 1]。

### 後半戦・ハンターチャンス
- 後半の「ハンターチャンス」は問題に正解すれば、自分以外の解答者が獲得した賞品の中から好きな賞品を選んで、その賞品と金額（得点）を横取りできる。問題は5問（後期は6問）出題され、うち4問（後期は5問）は全員に、1問はゴールデンハンマー獲得者のみ解答権がある。
- 柳生の「ハンターチャンス」のタイトルコールとともに解答者席の後ろのセットが転換してテレビモニターと周りの電飾、上部には入れ替えを表現するレールの電飾が登場。モニター周りの電飾は外側と内側の2段になっており、早押しの解答権を獲得時には内側の電飾が光り、それ以外は外側の電飾が光り、現時点でトップのチームには4隅のランプが点滅する。柳生もしくはアシスタントがゴールデンハンマーを獲得した解答者の席へ行って、通常のハンマーをゴールデンハンマーと交換。そして各チームが前半戦で獲得した賞品がナレーターにより紹介[注釈 2]されその後クイズに入る。
- 出題前のかけ声は、1問目なら「ハンターチャンス1（ワン）」などで、最終問題は「ラスト・ハンターチャンス」。柳生とアシスタントは、ハンターチャンス1なら指を1本、ハンターチャンス2なら指を2本……と何問目かに応じた数の指を立てながらかけ声を発しており、ラストハンターチャンスは親指を1本立てる。ただし問題数が増えてからのハンターチャンス4は指を出さず、こぶしを握ったままだった。後期は「ハンターチャンス○（1から5の数字）」と書かれたフリップを持って進行する。BGMとともに問題に関連したイラストが画面いっぱいに表示され、その後下中央部に小さく表示されてから問題が読み上げられる[注釈 3]。
- 全チームに出題される問題では最初にクイズを出題し、正解した解答者が、他の解答者の獲得した賞品の中から好きな賞品を選ぶ。時には応援席から取ってほしい賞品のリクエストが出ることもあった。
- 柳生が「何色のどの賞品」と尋ね、解答者が品物を言うと解答者席上部の電飾の光が移動し、モニター画面に品物が出て、金額表示が変わる。
- 選ばれる賞品は、宝石・貴金属類の高額賞品や温泉宿泊券・食事券が多い。ゴールデンハンマーの賞品（東ハトのお菓子類セットなど）を横取りするということもあった。
- ハンターチャンスの途中の1問はゴールデンハンマー獲得者のみ解答権がある。ゴールデンハンマーの問題になるとアタック音が鳴る。基本的にハンターチャンス2とハンターチャンス3の間に出題されるが、戦況によっては前後することがあり、圧倒的にリードしている人がゴールデンハンマーを持っているような場合は早くなり、逆にゴールデンハンマーの安い賞品1つしか持っていないような人だと遅くなる。ゴールデンハンマーの問題に入る前に何を取るかあらかじめ指定する。問題が読まれ、マットを叩いて解答、正解すれば指定したその賞品を獲得できる。ただし、不正解になった場合は、ゴールデンハンマー獲得者が指定していた賞品を持っている解答者がゴールデンハンマー獲得者が既に持っている賞品の中から一つを横取りすることができる。
- 最終問題終了後、一番多く点数を獲得した人（チーム）がチャンピオンとなり、チャレンジゲームの挑戦権を得る。チャンピオンになると、柳生からチャンピオンメダルが首に掛けられる。同点が2人いれば、2人ともチャンピオンになる。
- 負けてしまった解答者には、柳生からねぎらいの言葉とともに「これ、おみやげです」と言って、ぬいぐるみ（番組のマスコット）や、獲得賞品がなかった場合にはバッグなど参加賞に準じる賞品がプレゼントされる。そして「さぁそれでは○○さん、品物を見てハワイチャレンジです、どうぞ!!」と言葉をかけ、チャンピオンの解答者席の前面を開けてからチャンピオンをパネル前のステージへ移動させる。
- 前半の問題で1問も正解できず1つも賞品が獲得できなかった解答者はその時点で失格となり、ハンターチャンスを行っている間は一時退場、別室に待機する。また、ハンターチャンス中に賞品が全部横取りされてしまった場合も失格となり退場する。番組の最後に再度解答者席に戻る。
- 1人（1組）で用意されているすべての賞品を獲得した場合にはチャレンジゲームをすることなく無条件でハワイ旅行獲得というルールもあったが、達成されたことはなかった。

### チャレンジゲーム
- チャンピオンは番組の最後で「チャレンジゲーム」に挑戦。チャンピオンの応援団（家族等）も集まって、パネル前のステージでゲームを行い、成功するとハワイ旅行獲得となる。ゲームの形式は放映期間中4回変わった。4代目の形式は1986年春から最終回まで続いた。
  - 初代は、赤と青のゲートをくぐって2つのバッグのどちらかを取り、バッグの中にハワイ旅行の目録があれば獲得。
  - 2代目は、4つのパネルのうち1つ選びハワイの入ったパネルが出ると獲得。
  - 3代目は、コリントゲーム形式で3者択一でハンマーで叩き、ハワイの箇所にボールが落ちれば獲得。
  - 4代目は、画面左から見て、黄緑、黄色、桃色の3つのボックスのうち1つを巨大ハンマーで叩き、フラダンス人形が出てくればハワイ旅行獲得。日本人形ならば国内旅行（クーポン券）、海賊人形ならハズレ。番組のマスコットが「ニャン太郎」だった頃、ボックスが2つの時期があり、「ニャン太郎」が出ればハワイ旅行、ネズミを模したキャラクター「チュウ太郎」が出た場合は残念賞として国内旅行のクーポン券が贈られる。
- 旅行の主催は東急観光（後のトップツアーで、現：東武トップツアーズ）だったが、一時期は東京トラベルサービス主催だった時期もある。復活版での旅行主催もトップツアーが担当した。このチャレンジゲームでは、観客から「ハワイ、ハワイ…」というハワイコールを響かせていた。
- このゲームは、番組開始当初の週4日の放送の時は勝ち抜き制で、前日の優勝者（何色が優勝しても2日目から赤になっていた）が3日間連続で勝ち抜かなければ挑戦できなかったが、週5回放送になると、まずは月 - 木曜日のチャンピオンが金曜日にチャンピオン大会に進出し、そこでグランドチャンピオンになれば挑戦できた。放送開始時間が10:00になってからは、勝ち抜き戦やチャンピオン大会が廃止され、その日のチャンピオンが直接挑戦する、即戦即決形式になった。
- 4代目のチャレンジゲームでチャンピオンが旅行獲得もしくは失敗が決定した後には柳生が残りの2つのボックスも叩いて人形の位置確認を行っていた。

### 番組終了とその後
柳生が「見てくれる人が“やめろ”と言わない限り続けたい」と言っていたほど思い入れのあった本番組だったが、1993年10月1日をもって番組は終了、足掛け12年の歴史に幕を下ろした。テレビ朝日編成部は「全番組の見直しもあり、この番組も12年やってきて一区切り」と判断したと話している。なお、12年間で出された商品の総額は約38億円だった。

それ以後、しばらくは復活版などは放送されていなかったが、2012年9月23日の『サンデープレゼント』枠（当日は16:00-17:25、朝日放送（ABC）以外で同時ネット。朝日放送はプロ野球阪神戦中継があったため、当日深夜に遅れ放送）で『復活!100万円クイズハンター2012』（ふっかつ! - ）として19年ぶりに復活。この時は柳生に代わり、落語家の立川志の輔が司会を務めた。また、この復活版の宣伝を兼ね、柳生の居住地である八ヶ岳周辺での2012年当時の生活ぶりを紹介する特別番組『100万円クイズハンター復活記念 柳生博を訪ねて… 絶景!!八ヶ岳高原暮らしSP』が前日の2012年9月22日（10:00-10:50）に放送された。

なお『復活〜』の好評を受け、12月8日と12月15日の2週にわたって『100万円クイズハンター2012』として関東ローカル枠で放送された。9月の放送と同様、志の輔が司会を担当した（公式サイトを参照）。テレビ朝日の自社制作、泉放送制作の協力扱いである。

### 2012年復活版でのルール及び制作変更点等
基本的な流れは、レギュラー当時と同じで行われた。前述のとおり司会とアシスタントが交替したほかは、スタジオセット・ナレーションの声・ジャンルのロゴ・BGMなど、レギュラー当時のものを忠実に再現した。ただし、以下のような相違点がある。

#### 復活版全体で共通した変更点
- セットは、モニターが装備されているレギュラー期の後半戦のセットとなり、電飾も二重から一重になる。解答権獲得時にはモニターが青バックから白バックになる。
- 金額表示はフラップ板ではなくモニター表示で、CGを使ってフラップ表示を再現している（フォントはニューロダンを使用。金額が100万円を超えると「￥」マークが「1」に変わる演出も再現）。またネームプレートもモニター表示となって、解答権獲得時にはネームプレートが赤くなる。
- ハンターチャンスの上部のレールの電飾はレギュラー放送では白1色だったが、復活版では虹色に光らせたり、賞品移動時のランプの色が、賞品を取られた席の色のランプから獲得した色の席の色のランプに変わっていった。
- 問題のジャンル数は16枚と、番組初期の頃に戻された。
- 各問題には問題・正解ともに字幕スーパーがつき、正解・不正解を示す「じゅうべえ」のアニメーションが追加された。
- 第一弾を除き、通常問題・ハンターチャンスを問わず、一部の問題では正解が出た後にその問題の補足説明・豆知識の紹介として「クイズハンタースタディ」が設けられている。
- オリジナル放送時では4:3サイズのアナログ放送だったが、復活版では地上デジタル放送でハイビジョン制作になったため、解答者の後ろのモニターもハイビジョンとなり、問題ジャンル及び賞品をモニターするブロックもハイビジョン仕様と同じ16:9サイズに変更された（こちらもオリジナル放送時では当時のテレビ画面に従い4:3サイズだった）。オープニングアニメーションは最末期の1代前（「じゅうじゅ」が登場する前）に使用していたものをそのままハイビジョン放送用に新規制作した。
- ゴールデンハンマーの賞品獲得時のイラストが変更されている。レギュラー放送ではスライドに表示される賞品とともに黒地のゴールデンハンマーのパネルも置かれていたが、復活版ではそのパネルもなかった。
- 前半終了時の獲得賞品紹介では、すべての賞品の値段が紹介され、またそこまでの合計得点がアナウンスされた。
- ハンターチャンスでのルールが変更されている。
  - 賞品を全部取られても失格にはならない[注釈 5]。
  - 2問間違えても失格にはならない。復活第一弾ではそのまま問題に解答でき[注釈 6]、復活第二弾以降は通常問題と同様に1回休みとなる[注釈 7]。
  - レギュラー当時は4問+ゴールデンハンマー1問であったが、毎回問題数がこれよりも多くなっている。
  - 一部の問題は、工場などで作られている製品の製造工程のVTRを見て、何を作っているのかを当てる問題である[注釈 8]。これについては何回間違えてもOKで、前述の2問間違いのカウントには入らない。
- ハンターチャンスの3問目、4問目、5問目における司会者のアクションでの指の形が変更された。
- 賞品の提供元は、ほとんどの場合レギュラー当時と同じ企業・旅館が協力しているが、復活版にあたり賞品のグレードアップ（例：屋形船の招待券で、舟の貸切サービスを追加）・（レギュラー当時と比較して）金額の増加などのサービスを追加した企業・旅館がある。

#### 復活第一弾のみのルール
- 8組の芸能人とその近親者（配偶者・子など）のペアが出場。まず兄弟・夫婦などさまざまな構成のペア4組によるAブロックと親子ペア4組のBブロックに分かれて、それぞれ予選を実施。予選はレギュラー当時と同じ流れ（ジャンル別問題→ハンターチャンス）で行い、各ブロックの上位2組が決勝（ファイナルハンターチャンス）に進出。ファイナルハンターチャンス終了時点で、獲得賞品の合計金額が最も多かったペアが総合優勝、ハワイをかけたチャレンジゲームに挑戦できる。
  - Bブロックは親子ペアとはいっても、子は最年少の11歳の他は3人がいずれも当時成年であり、ジャンルを上半分赤（子供向け問題）と下半分緑（親向け問題）には分けず、ハンマーチェンジも行わなかった。
  - 獲得賞品は応援席の前の棚に置かれ、賞品を運ぶ係はレギュラー期でディレクターだった男性が担当した。
  - ハンターチャンス終了時点で、上位2組はファイナルハンターチャンス進出。敗れた2組は、その予選で獲得した賞品を持ち帰ることができる。
  - ファイナルハンターチャンスは、予選で獲得した賞品をそのまま持ち越して、もう1回ハンターチャンスのみ実施（ゴールデンハンマー問題はなし）。
- 放送時間内で収める都合から、Bブロックの問題の2 - 6問目の部分は、クイズ部分を省略して獲得賞品のみを紹介するというダイジェストで放送された。

## エピソード
- 番組タイトルは、番組開始当初の放送時間が9:30からであったため、「9時半だ、クイズ半だ、クイズハンターだ」という語呂合わせで決定した。このタイトルを決める会議には、司会の柳生も参加していた[3]。
- 平日の午前中の放送ということから視聴者としてのターゲットを主に女性、特に主婦としており、出場者もほとんどが女性であった。また、それに合わせて賞品にも婦人服や婦人用の宝飾品などが多く用意されていた。誰でもクイズを楽しめるというコンセプトのため、いろいろな番組に出ているようなクイズマニアは出場させなかった。
- 当時は公正取引委員会の規定により賞金・賞品の獲得上限は100万円とされていた。そのため、旅行を含め100万円分以上獲得した場合には、100万円をオーバーした分の賞品・賞金は返還していた。
- 当初は解答者席の下にある金額表示のフラップは6桁で、100万円を越えた場合、「￥」のところに金額表示と同じフォントの「1」と書かれた札を柳生が立てかけた[4]。次第に賞品の値段も上がってきたため、1991年頃から「￥」のところもフラップに変わり、7桁表示となった。
- 番組の収録は開始当初、東京放送（TBS、現在のTBSテレビ）のテレビ局舎・Hスタジオで行われていた。機材もTBSの物を借用していたため、カメラに描かれた当時のTBSの局ロゴには、上から当時のテレビ朝日の局ロゴのステッカーを貼って隠していた。アーク放送センターの稼働後は六本木センターのスタジオでの収録へと変更された。TBSのHスタジオは当番組以外にも日本テレビの連続ドラマ収録など、他局への貸し出し事例が複数あったという。
- 1時間に拡大されて放送されるスペシャル版のときは「ボーナスチャンス」があり、正解すればハンターチャンスで横取りされることなく無条件でもらえる賞品もあった。また、VTR出題もあった。
- 女優・声優の喜多道枝が一般参加で応募して出場したことがある。自身の役および出演番組（『花の子ルンルン』トゲニシア役とナレーションとしての出演、および同作の放送時間）を番組中で紹介した[注釈 9]。以降、当番組の「〜休み特別企画」として、声優が番組宣伝を兼ねて出場することが恒例となった。
- たけし軍団の井手らっきょが、本名の「井手博士」の名前で一般出場（同局の軍団10周年SP特番の企画で、たけし軍団7人が筆記試験と面接を受けた。筆記は30問中21点）。オープニングの時はカツラを着けていたが、司会の柳生から注意をされ強制的にカツラを外された。途中には高額賞品も獲得したが、後半のハンターチャンスで横取りされてしまい、最終的に2品（約13万円分）だけ残って最下位終了。応援団としてスタジオに来ていたダンカン、グレート義太夫、ラッシャー板前に激しく野次られていた。
- 「妊婦が柳生博にお腹をなでてもらうと安産になる」、「柳生博と握手をすると子宝に恵まれる」といった都市伝説が広まったことがあり、それを信じてあやかろうと実際に出場した女性が何人もいた[3]。
- 韓国ではソウル放送が過去に「알뜰살림 장만 퀴즈」（整理整頓クイズ）というタイトルで本家とほとんど同様のクイズ番組を1991年から1995年まで放送していた。番組セットやハンターチャンスなど設定が本家と酷似しているが唯一異なるのはハンマーではなくこん棒を使って解答ボタンを叩く点である。このことは過去に『世界まる見え!テレビ特捜部』（日本テレビ系）で取り上げられており話題となった。これについて本家の司会者である柳生は「ものすごく嬉しいですね。でも、（番組で）これ（ゴールデンハンマー）を使ってくれたらもっと嬉しい」と称賛した。

## 主な出演者
| 期間                  | 期間                  | 司会       | アシスタント          | 出題ナレーション |
| --------------------- | --------------------- | ---------- | --------------------- | ---------------- |
| 1981.9.28             | 1982                  | 柳生博     | 若林真弓              | みずほ亜樹       |
| 1982                  | 1983.9.30             | 柳生博     | 若林真弓              | 中村真子         |
| 1983.10.3             | 1985.3.29             | 柳生博     | 柳澤順子              | 中村真子         |
| 1985.4.1              | 1989.9.29             | 柳生博     | 石坂有希 ↓ 川井奈緒美 | 中村真子         |
| 1989.10.2             | 1991.3.29             | 柳生博     | 藤岡久美子            | 中村真子         |
| 1991.4.1              | 1993.10.1             | 柳生博     | 新保映子              | 中村真子         |
| 2012.9.23以降（特番） | 2012.9.23以降（特番） | 立川志の輔 | 堂真理子              | 中村真子         |

## 期首特番での特別企画
- 1993年春に『邦子と徹のあんたが主役』のスペシャル版として番組対抗のクイズハンターを実施。出題ナレーターは本家の中村真子が担当し、後半の「ハンターチャンス」部分以降には本家の司会の柳生も出演。この時は『ミュージックステーション』と『桜っ子クラブ』の合同チームが優勝してチャレンジゲーム（4代目）に挑戦、ニュージーランド旅行（ニュージーランド航空）を獲得した。さらに、『ミュージックステーション』代表のタモリは、全人形の位置を当てた。タモリチームは最後の問題で正解して、ヒントでピントチームからテレビデオを獲得して逆転優勝した
  - 前半戦は本家と異なり、テレビ朝日各番組（『新婚さんいらっしゃい!』などの朝日放送(現：朝日放送テレビ)制作番組も含む）からのクイズを出題した後、正解チームがパネル（オリジナルのようなビジョンではなくボード）をめくって、出た賞品を獲得するというルールだった。問題によっては、一度に2枚以上めくることが可能だった。
  - また賞品のパネルには通常の賞品に加え、現金10万円・5万円・お米券・ガソリン10万円分・「邦子と徹のレコード・CD」・「映画・ドラえもん鑑賞券」・テレビ朝日の食事券・テレビ朝日オリジナルタオルといったテレビ朝日の番組にちなんだ賞品があり、さらに途中から「没収」カードが加わった。「没収」カードを引くと今まで獲得した賞品は全て没収され、その賞品は最下位チームに移るというもので、引いた『セールスレディは何を見た』（『木曜ドラマ』）チームがこれまでの獲得賞品が全て没収され、それらは最下位チームの『ツインズ教師』（『月曜ドラマ・イン』）（移されるまで獲得賞品無し）チームに移った。
  - 「ハンターチャンス」では、まず『ララバイ刑事'93』出演者4人（的場浩司・中村あずさ・松村雄基・前田吟）が同時に歌う曲を聞き分ける問題を出題した後、通常通りの読み上げ問題を出題。ただしゴールデンハンマー獲得チーム専用の問題に関しては、前半戦のパネルの中にゴールデンハンマーが入っていなかった都合、柳生に指名されたチームがその場でゴールデンハンマー獲得、そのまま問題に挑戦した。指名されたのは『スーパーモーニング』チーム。クイズには不正解で、「セールスレディは何を見た」チームに現金10万円を奪われた。
  - 一つの商品最高金額は40万円の宝石セットだった。逆に最低金額は『邦子と徹のレコード・CD」でたった1700円だった。
  - ラストのチャレンジゲームは本家で使用されている装置をそのまま使用したため、ニュージーランド旅行獲得の人形は通常通りのフラダンス人形だった（他の日本人形と海賊人形もそのまま）。

- 1997年春には、テレビ朝日の期首特番『超豪華オールスター大集合!!番組対抗 炎の熱血バトル』で、出場番組が4チームに分かれ、テレビ朝日の敷地内やスタジオをリレーする競走「テレビ朝日リレー」を行うのに先立ち、各チーム2名の助っ人を決めるためクイズハンターを行った。
  - 前半戦は本家同様、ジャンルの書いたパネルを指定し、クイズに正解すると、スタジオ内にあるセリから登場する、坂本一生、グレート義太夫、『電磁戦隊メガレンジャー』のメガレッド等の助っ人を獲得。なお、助っ人が3人以上になった時は、いらない助っ人を他チームに押し付ける。実際に、義太夫がそのようになった。
  - 本家同様「ゴールデンハンマー」も存在しており、その時は、巨大ゴールデンハンマーを抱えたバニーガールがセリから登場した。このハンマーは後半では使わなかった。
  - 後半も本家同様「ハンターチャンス」となっている。これは正解したチームが、自軍のいらない助っ人と他チームの欲しい助っ人を交換するというもの。ゴールデンハンマーチャンスも本家と同じ。

## 番組ネット局

### レギュラー放送
系列は当時の系列（打ち切りの場合はネット打ち切り時のもの）。
| 放送対象地域   | 放送局                                    | 系列                          | 備考 |
| -------------- | ----------------------------------------- | ----------------------------- | --- |
| 関東広域圏     | テレビ朝日                                | テレビ朝日系列                | 制作局 |
| 北海道         | 北海道テレビ                              | テレビ朝日系列                | |
| 青森県         | 青森放送                                  | 日本テレビ系列 テレビ朝日系列 | 1982年4月5日から1983年7月1日まで。 月曜 - 金曜 9:30 - 10:00に放送                                                                              |
| 青森県         | 青森朝日放送                              | テレビ朝日系列                | 1991年9月24日のサービス放送開始から（開局は10月1日）                                                                                           |
| 岩手県         | 岩手放送 （現：IBC岩手放送）              | TBS系列                       | 1984年10月から半年間のみ |
| 宮城県         | 東日本放送                                | テレビ朝日系列                | |
| 秋田県         | 秋田朝日放送                              | テレビ朝日系列                | 1992年10月開局から |
| 山形県         | 山形テレビ                                | テレビ朝日系列                | 1993年4月2日から 放送時間は11:00より |
| 福島県         | 福島放送                                  | テレビ朝日系列                | サービス放送期間中より（1981年10月1日開局） ただし、1981年10月2日から1982年9月24日まで、金曜日のみ未放送。                                     |
| 新潟県         | 新潟テレビ21                              | テレビ朝日系列                | サービス放送開始の1983年9月25日から。 1985年9月27日までは同時ネット。 同年10月6日からは1週遅れで放送時間は9:30より。 1992年10月2日に打ち切り。 |
| 長野県         | テレビ信州                                | テレビ朝日系列 日本テレビ系列 | |
| 長野県         | 長野朝日放送                              | テレビ朝日系列                | 開局後の1991年4月15日から 放送時間は10:00より。                                                                                                |
| 静岡県         | 静岡けんみんテレビ （現：静岡朝日テレビ） | テレビ朝日系列                | 途中打ち切り |
| 富山県         | 北日本放送                                | 日本テレビ系列                | 1993年4月5日から10月1日まで 月曜 - 金曜 10:30 - 11:00に放送                                                                                    |
| 石川県         | 北陸朝日放送                              | テレビ朝日系列                | 1991年10月開局から 同時ネット |
| 京都府         | 近畿放送 （現：KBS京都）                  | 独立局                        | 1985年3月打ち切り |
| 兵庫県         | サンテレビ                                | 独立局                        | 1987年9月打ち切り |
| 鳥取県・島根県 | 日本海テレビ                              | 日本テレビ系列                | 1987年3月打ち切り |
| 広島県         | 広島ホームテレビ                          | テレビ朝日系列                | 1990年4月2日から 9:55 - 10:25に放送 |
| 山口県         | 山口放送                                  | 日本テレビ系列 テレビ朝日系列 | |
| 山口県         | テレビ山口                                | TBS系列                       | |
| 徳島県         | 四国放送                                  | 日本テレビ系列                | 1985 - 1986年頃ネット |
| 香川県・岡山県 | 瀬戸内海放送                              | テレビ朝日系列                | |
| 愛媛県         | 南海放送                                  | 日本テレビ系列                | 1983年4月から1989年末頃まで |
| 高知県         | 高知放送                                  | 日本テレビ系列                | 1986年頃ネット |
| 長崎県         | 長崎文化放送                              | テレビ朝日系列                | 1990年4月開局から |
| 熊本県         | 熊本放送                                  | TBS系列                       | |
| 熊本県         | 熊本朝日放送                              | テレビ朝日系列                | 1989年10月開局から |
| 鹿児島県       | 鹿児島放送                                | テレビ朝日系列                | 1982年10月開局から |

沖縄県宮古島のケーブルテレビ局、宮古テレビでも時差放送していた(復活版は琉球朝日放送がネット、宮古島でも放送されている)。

### 復活!100万円クイズハンター2012
朝日放送以外は2012年9月23日昼か夕方の放送だったが、朝日放送は24日未明（23日深夜）となった（後述）。
| 放送対象地域   | 放送局           | 系列           | 放送時間                | 備考                                                                         |
| -------------- | ---------------- | -------------- | ----------------------- | ---------------------------------------------------------------------------- |
| 関東広域圏     | テレビ朝日       | テレビ朝日系列 | 16:00 - 17:25           | 制作局                                                                       |
| 北海道         | 北海道テレビ     | テレビ朝日系列 | 16:00 - 17:25           | 同時ネット                                                                   |
| 岩手県         | 岩手朝日テレビ   | テレビ朝日系列 | 16:00 - 17:25           | 同時ネット                                                                   |
| 秋田県         | 秋田朝日放送     | テレビ朝日系列 | 16:00 - 17:25           | 同時ネット                                                                   |
| 山形県         | 山形テレビ       | テレビ朝日系列 | 16:00 - 17:25           | 同時ネット                                                                   |
| 福島県         | 福島放送         | テレビ朝日系列 | 16:00 - 17:25           | 同時ネット                                                                   |
| 新潟県         | 新潟テレビ21     | テレビ朝日系列 | 16:00 - 17:25           | 同時ネット                                                                   |
| 長野県         | 長野朝日放送     | テレビ朝日系列 | 16:00 - 17:25           | 同時ネット                                                                   |
| 静岡県         | 静岡朝日テレビ   | テレビ朝日系列 | 16:00 - 17:25           | 同時ネット                                                                   |
| 石川県         | 北陸朝日放送     | テレビ朝日系列 | 16:00 - 17:25           | 同時ネット                                                                   |
| 中京広域圏     | 名古屋テレビ     | テレビ朝日系列 | 16:00 - 17:25           | 同時ネット                                                                   |
| 山口県         | 山口朝日放送     | テレビ朝日系列 | 16:00 - 17:25           | 同時ネット                                                                   |
| 香川県・岡山県 | 瀬戸内海放送     | テレビ朝日系列 | 16:00 - 17:25           | 同時ネット                                                                   |
| 愛媛県         | 愛媛朝日テレビ   | テレビ朝日系列 | 16:00 - 17:25           | 同時ネット                                                                   |
| 福岡県         | 九州朝日放送     | テレビ朝日系列 | 16:00 - 17:25           | 同時ネット                                                                   |
| 長崎県         | 長崎文化放送     | テレビ朝日系列 | 16:00 - 17:25           | 同時ネット                                                                   |
| 熊本県         | 熊本朝日放送     | テレビ朝日系列 | 16:00 - 17:25           | 同時ネット                                                                   |
| 大分県         | 大分朝日放送     | テレビ朝日系列 | 16:00 - 17:25           | 同時ネット                                                                   |
| 沖縄県         | 琉球朝日放送     | テレビ朝日系列 | 16:00 - 17:25           | 同時ネット                                                                   |
| 青森県         | 青森朝日放送     | テレビ朝日系列 | 14:00 - 15:25           | 2時間先行ネット                                                              |
| 宮城県         | 東日本放送       | テレビ朝日系列 | 14:00 - 15:25           | 2時間先行ネット                                                              |
| 広島県         | 広島ホームテレビ | テレビ朝日系列 | 14:00 - 15:25           | 2時間先行ネット                                                              |
| 鹿児島県       | 鹿児島放送       | テレビ朝日系列 | 14:00 - 15:25           | 2時間先行ネット                                                              |
| 近畿広域圏     | 朝日放送         | テレビ朝日系列 | 9月24日未明 2:23 - 3:51 | 現・朝日放送テレビ 10時間23分遅れの時差ネットで、 厳密には翌日放送となった。 |
| 富山県         | 北日本放送       | 日本テレビ系列 | 12月31日 11:55 - 13:20  | 番販遅れネット                                                               |

### ネット局に関する備考

#### レギュラー放送
- ローカルセールス枠という性質上、テレビ朝日系列局であっても、自社制作・再放送・系列内外の遅れネット番組編成に伴い放送当日の午後や夕方の遅れネットや、放送を打ち切っていた局があった。
- 中京広域圏を放送対象地域とする名古屋テレビ（メ〜テレ）・近畿広域圏を放送対象地域とする朝日放送（ABC）・福岡県を放送対象地域とする九州朝日放送は編成上の都合で放送できず、ABCでは独立局の近畿放送（現：KBS京都）やサンテレビに代替ネットされた[注釈 10]ものの、ともに数年で打ち切りとなった。なお、びわ湖放送・奈良テレビ・テレビ和歌山の3局は代替ネットされた実績はなし。また、名古屋テレビにおいても独立局の岐阜放送や三重テレビに代替ネットはされなかった。一方、最終回当日に山口朝日放送と同時開局した大分朝日放送は、開局特番放送などの都合で放送されなかった。
- 上記の放送局でも高校野球で地元校出場の試合の放送の関係で休止した日があった。
- 視聴者プレゼント（マル特賞品も含む）に応募する際、テレビ朝日宛てのハガキにはその日の放送でチャンピオンとなったボックス席の色と「ご覧のテレビ局名」を書いておくことが必須だった。系列外局での放送が多かったためと推測される。

#### 復活!100万円クイズハンター2012
- レギュラー放送と同様、ローカルセールス枠として放送。ネット局全局で字幕放送を実施。音声はステレオ放送である。
- 朝日放送（ABC）は当初、テレビ朝日と同じ16:00 - 17:25に同時ネット放送する予定だったが、前時間帯のプロ野球中継「阪神タイガースVS中日ドラゴンズ」戦が終了予定の16:00を過ぎても試合が続いていたため、同日深夜（翌日未明）の時差ネット放送に変更された。名古屋テレビでも同じ試合を中継（実況・解説のみ差し替え）していたが、こちらは16時前で放送を打ち切って同時ネットとなった。さらに北海道テレビも「埼玉西武ライオンズVS北海道日本ハムファイターズ」戦を放送していたが、名古屋テレビと同様16時前で放送を打ち切って同時ネットされた（番組中に試合結果のテロップを画面上に表示して対応した）。なお、ABCと名古屋テレビ、九州朝日放送（KBC）はレギュラー時代には一切放送されなかったが、実質的に初めての放送が実現する。

#### 100万円クイズハンター2012（2012年12月）
テレビ朝日のみの、完全関東ローカルでの放送となった。

## スタッフ

### レギュラー時
- 構成：吉田典正、保井明
- 問題監修：矢沢宏、花輪如一
- 音楽：フォノジェニック
- 技術：武藤慶一
- ディレクター：永野秀晴、渡部健二、辰本博之（泉放送制作）
- プロデューサー：小松伸二→日野裕（テレビ朝日）、野瀬貴雄（泉放送制作）
- 協力：東急観光
- 技術協力：テイクシステムズ、日放
- 制作：テレビ朝日、泉放送制作

### 復活SP時（2012年12月15日放送分）
- 構成：寺田智和、吉田典正、矢野了平、藤本裕
- SW：古橋稔
- CAM：中田孝也
- MIX：林田群士
- VE：高橋秀文
- 照明：岡本勝彦
- デザイン：小谷知輝
- 美術進行：市丸和範・野口香織
- 大道具：小野祐樹
- 小道具：塚谷将朗
- 電飾：千田徹哉
- 特効：釜田智志
- モニター：安藤洋一
- ヘアメイク：水上摂子
- CG：小林宏嗣、海原真希子
- EED：早坂裕
- MA：長谷雄智宏
- 音効：高橋健人、井上竜一
- 音楽作曲：フォノジェニック
- 編成：池田佐和子
- 宣伝：高橋夏子
- AP：寿崎和臣、山田祐司
- AD：樋山和誠、宮浦理紗
- TK：宇田直美
- ディレクター：長野俊、渡部健二、大谷卓、大熊義紹
- 演出：武島義之
- プロデューサー：寺田伸也・高橋正輝（テレビ朝日）、日下部恵一・佐藤禎剛（泉放送制作）
- 協力：TOPTOUR
- 美術協力：テレビ朝日クリエイト
- 技術協力：テイクシステムズ、OMNIBUS JAPAN
- 制作協力：泉放送制作
- 制作著作：テレビ朝日

## パロディ、柳生の物まねなど
- 『とんねるずの生でダラダラいかせて!!』（日本テレビ系）では「100万円生ダラハンター」を行った。タイトルロゴは本家と同じ。司会は福澤朗と角田久美子（ともに当時日本テレビアナウンサー）。本家ゴールデンハンマーのパロディのシルバーハンマーが登場しBGMやSEは本家の音源よりピッチが上がっているものを使用。問題読みの中村真子がスタジオで顔出し出演をした。柳生博も松本伊代とペアで解答者として出演した。
- 『どちら様も!!笑ってヨロシク』（日本テレビ系）のクイズルールとして、所ジョージが金のサンマに柄が付いたものを手にし、得点が2倍になるゴールデンハンマーならぬ「ゴールデンサンマー」を披露していた。
- 『ラスタとんねるず'94』（フジテレビ系、1994年）の1コーナーである政治風刺人形コント「SPITTING IMAGE JAPAN」のコーナーで、「1億円クイズハンター」というパロディコントが放送された。司会は柳生に扮した木梨憲武（とんねるず）。人形キャラ[注釈 11]が解答者という設定で、問題読みは本家同様、中村真子が担当した。
- 『北野ファンクラブ』（フジテレビの深夜番組）では「3000円クイズハンター」というパロディが行われたことがある（1993年4月末に放送。柳生役はビートたけし）。
- 笑福亭笑瓶は「ハンターチャンス」の掛け声をモノマネのレパートリーとする。1992年9月28日放送の『ものまね王座決定戦スペシャル』（フジテレビ系）にて「野球拳」を披露。
- 大泉洋（TEAM NACS）も、北海道[注釈 12]のテレ朝系列局であるHTBで自身が出演するローカルバラエティ番組『水曜どうでしょう』の中で、多く物まねをした[注釈 13]。

## ゲームソフト
- 1996年、Macintosh/Windows 95ハイブリッド版のゲームソフトが発売された。発売元は富士通パソコンシステムズ。1人用である。メインである「とことんハンマー」では、ハガキを書いて予選会に応募するところから始まる。筆記試験などが行われる予選で合格すると、番組に出場できる。実際の番組と同様の条件を満たすか、「前半の20問で一切他のプレイヤーに正解させない」「ハンターチャンスで他の3人の賞品をすべて横取りする」を達成すると優勝。優勝するとチャレンジゲームに挑戦でき、ここでハワイを取ることが目的となっている。また、予選をとばして番組で遊べるモードや、「1回につき25問の3択問題が出題され、その全てで正解が表示される」という勉強のためのモードもあった。
- 1998年末、プレイステーション版ゲームソフトが発売された。発売元は同じく富士通パソコンシステムズ。CGにより番組を忠実に再現したもので、司会の柳生博も声で出演していた（ほとんどは放送素材から音源を引き出している）。また、パッケージ、タイトル画面は柳生本人の肖像もある。だが、ゲーム中の柳生のキャラクターはポリゴンだったため「怖い」という声が少なくなかった[20]。ゲーム版での問題読みは、オリジナルで務めていた中村真子ではなく、テレビ朝日アナウンサー（当時）の丸川珠代が務めた[20]。オープニング映像やハンターチャンスのテロップは最末期の放送時と同じものを使用している。チャレンジゲームのBGMはハワイ旅行獲得時は本放送と同じものが使用されているが、国内旅行（旅行クーポン券獲得時）は本放送時のものにアレンジを加えた独自のものが使われ、どちらも獲得しないときは本放送時とは別のBGMが使われていた。ハンターチャンスで敗退（ゲームオーバー）した時のBGMは本放送で後半戦前のCMに入る時と同じものを使用していた。また、ゲーム終了時の画面は実際の放送で使用していたエンドカードをそのまま使用している。番組終了数年後に発売されたことからも番組本編の人気がうかがえたが、2018年の基準では「番組セットの再現度に難がある」という指摘もされている[20]。